# Новологіново (Большереченський район)
Новологіново (рос. Новологиново) — село у Большереченському районі Омської області Російської Федерації.
Належить до муніципального утворення Новологіновське сільське поселення. Населення становить 851 особа.

## Історія
Згідно із законом від 30 липня 2004 року органом місцевого самоврядування є Новологіновське сільське поселення.

## Населення
| 1926 | 2002  | 2010 |
| ---- | ----- | ---- |
| 652  | ↗1013 | ↘851 |